# Indice de santé sociale
Pour les articles homonymes, voir ISS.
L'indice de santé sociale est un indice ayant pour ambition de mesurer la qualité de vie, prenant en compte la question sociale.

## Histoire
Créé en 1980 par Marc et Marque-Luisa Miringoff, travaillant au Fordham Institute for Innovation in Social Policy, cet indice se fait connaître à la suite d'un article dans le magazine Challenges en 1996 puis dans un ouvrage en 1999.
En 2008, un collectif du Nord-Pas de Calais a construit un indice de santé sociale pour les régions françaises. Cet indice s'éloigne du projet des américains  : il prend sa source dans le BIP40 et a fait l'objet d'une construction partenariale sur plusieurs mois avec différents acteurs, dont la société civile.  L'ISS des régions de France est composé de six dimensions : revenu, travail & emploi, éducation, santé, logement, lien social & sécurité. Il a été calculé pour les années 2004, 2008 et 2016. 

## Principe
Cet indice synthétique figure dans la famille des indicateurs « sociaux » ou « socio-économiques » sans préoccupation environnementale, tout comme les indicateurs de développement humain du PNUD (Programme des Nations unies pour le Développement). Il vise à compléter le PIB à partir de seize variables élémentaires, regroupées en cinq composantes associées à des catégories d'âge :
- Enfants : Mortalité infantile / Maltraitance des enfants / Pauvreté infantile.
- Adolescents : Suicide des jeunes / Usage de drogues / Abandon d'études universitaires / Enfants nés de mères adolescentes.
- Adultes : Chômage / Salaire hebdomadaire moyen / Couverture par l'assurance-maladie.
- Personnes âgées : Pauvreté des plus de 65 ans / Espérance de vie à 65 ans.
- Tous âges : Délits violents / Accidents de la route mortels liés à l'alcool / Accès à un logement.

Chacune de ces composantes correspond à une valeur comprise entre 0 et 100. On attribue 0 à la valeur la plus mauvaise depuis la construction de l'indice et 100 à la meilleure.

## Intérêts et limites
L'indice prend en considération le bien-être social, soulignant que la hausse du PIB n'est pas toujours lié à une amélioration du bien-être social.
Mais la nature de l'indice montre que nécessairement, l'indice finit par buter contre une asymptote horizontale à chacun des extrêmes. En effet, on ne peut aller au-dessus du 100 % ou en dessous de 0 % pour chacune des variables.